# Вільницька сільська рада
Ві́льницька сільська́ ра́да — адміністративно-територіальна одиниця та орган місцевого самоврядування в Чутівському районі Полтавської області. Адміністративний центр — село Вільниця.

## Загальні відомості
- Населення ради: 804 особи (станом на 2001 рік)

## Населені пункти
Сільській раді були підпорядковані населені пункти:
- c. Вільниця
- с. Лисівщина
- с. Флорівка

## Склад ради
Рада складалася з 12 депутатів та голова ради : Скорик Юлія Юріївна
- Секретар ради:Святна Валентина Іванівна

### Керівний склад попередніх скликань
| Прізвище, ім'я, по батькові | Основні відомості                                                                             | Дата обрання | Дата звільнення |
| --------------------------- | --------------------------------------------------------------------------------------------- | ------------ | --------------- |
| Лисенко Володимир Ілліч     | Сільський голова, 1950 року народження, член Соціал-демократичної партії України (об'єднаної) | 26.03.2006   | 31.10.2010      |
| Василик Тетяна Миколаївна   | Сільський голова, 1986 року народження, освіта вища, позапартійна                             | 31.10.2010   | 25.10.2015      |
| Лугова Тетяна Миколаївна    | Сільський голова, 1986 року народження, освіта вища, безпартійна, від партії «Відродження»    | 25.10.2015   | 31.12.2015      |

Примітка: таблиця складена за даними сайту Верховної Ради України та ЦВК

### Депутати VII скликання
За результатами місцевих виборів 2015 року:
- Кількісний склад ради: 12
- Кількість обраних: 12

#### За суб'єктами висування
| Суб'єкт висування              | Кількість обраних депутатів | %     |
| ------------------------------ | --------------------------- | ----- |
| Самовисування                  | 10                          | 90.91 |
| Політична партія «Рідне місто» | 1                           | 9.09  |

#### За округами
| № округу | Прізвище, ім'я, по батькові                                                      | Ким висунуто                                                                     | Дата нар.                                                                        | Освіта                                                                           | Партійна приналежність                                                           | Відомості                                                                        |
| -------- | -------------------------------------------------------------------------------- | -------------------------------------------------------------------------------- | -------------------------------------------------------------------------------- | -------------------------------------------------------------------------------- | -------------------------------------------------------------------------------- | -------------------------------------------------------------------------------- |
| 1        | Опошнян Олександр Володимирович                                                  | Самовисування                                                                    | 08.07.1984                                                                       | вища                                                                             | безпартійний                                                                     | ФОП «Опошнян О.В», приватний підприємець                                         |
| 2        | Костюченко Оксана Володимирівна                                                  | Самовисування                                                                    | 13.06.1972                                                                       | професійно-технічна                                                              | безпартійна                                                                      | Флорівський ФАП, завідувачка                                                     |
| 3        | Святна Валентина Іванівна                                                        | Самовисування                                                                    | 01.04.1966                                                                       | вища                                                                             | безпартійна                                                                      | пенсіонер                                                                        |
| 4        | Бурмас Олег Олексійович                                                          | Самовисування                                                                    | 04.06.1976                                                                       | вища                                                                             | безпартійний                                                                     | Крюківська виправна колонія № 29, начальник цеху                                 |
| 5        | Бурмас Світлана Леонідівна                                                       | Самовисування                                                                    | 22.01.1976                                                                       | професійно-технічна                                                              | безпартійна                                                                      | Укрпошта Флорівка, листоноша                                                     |
| 6        | Безотосна Олена Миколаївна                                                       | Самовисування                                                                    | 24.04.1980                                                                       | вища                                                                             | безпартійна                                                                      | ПСП «Обрій», кухар                                                               |
| 7        | Андрущенко Діна Євгенівна                                                        | Політична партія «Рідне місто»                                                   | 19.04.1958                                                                       | вища                                                                             | безпартійна                                                                      | Вільницька сільська рада, секретар                                               |
| 8        | Багрій Олександр Миколайович                                                     | Самовисування                                                                    | 12.03.1968                                                                       | професійно-технічна                                                              | безпартійний                                                                     | тимчасово не працює                                                              |
| 9        | Столяр Віктор Іванович Самовисування 22.02.1972 професійно-технічна безпартійний | Столяр Віктор Іванович Самовисування 22.02.1972 професійно-технічна безпартійний | Столяр Віктор Іванович Самовисування 22.02.1972 професійно-технічна безпартійний | Столяр Віктор Іванович Самовисування 22.02.1972 професійно-технічна безпартійний | Столяр Віктор Іванович Самовисування 22.02.1972 професійно-технічна безпартійний | Столяр Віктор Іванович Самовисування 22.02.1972 професійно-технічна безпартійний |
| 10       | Скорик Юрій Олексійович                                                          | Самовисування                                                                    | 15.09.1976                                                                       | вища                                                                             | безпартійний                                                                     | ФОП «Скорик Ю. О.», приватний підприємець                                        |
| 11       | Шарпило Олександра Ярославівна                                                   | Самовисування                                                                    | 28.03.1969                                                                       | професійно-технічна                                                              | безпартійна                                                                      | ТОВ «Полтава сад», комірник                                                      |
| 12       | Парасочка Валентина Миколаївна                                                   | Самовисування                                                                    | 05.07.1974                                                                       | вища                                                                             | безпартійна                                                                      | ФОП «Парасочка В. М.», приватний підприємець                                     |